# X edició dels Premis Sur
La X edició dels Premis Sur, entregats per l'Academia de las Artes y Ciencias Cinematográficas de la Argentina a les millors produccions cinematogràfiques argentines estrenades entre l'1 d'octubre de 2014 i el 30 de setembre de 2015, va tenir lloc el 24 de novembre de 2015 a la Usina del Arte presentada per Iván de Pineda.
Les produccions més nominades són El Clan amb 12, seguida per La patota amb 10, El patrón: radiografía de un crimen i Abzurdah amb 7 cadascuna.

## Premis i nominacions múltiples
| Pel·lícula                          | Nominacions | Premis |
| ----------------------------------- | ----------- | ------ |
| El Clan                             | 12          | 5      |
| La patota                           | 10          | 1      |
| El patrón: radiografía de un crimen | 7           | 3      |
| Abzurdah                            | 7           | 2      |
| Refugiado                           | 5           | 4      |
| Mi amiga del parque                 | 4           | 1      |
| Papeles en el viento                | 3           | 1      |
| Francisco: El padre Jorge           | 3           | 0      |
| Sin hijos                           | 3           | 0      |
| Voley                               | 3           | 0      |
| La calle de los pianistas           | 2           | 1      |
| Choele                              | 2           | 0      |
| Nosotros, ellos y yo                | 2           | 0      |
| Dos disparos                        | 2           | 0      |
| El incendio                         | 2           | 0      |

## Nominats
Indica el guanyador dins de cada categoria.
| Millor Pel·lícula | Millor Direcció |
| --- | --- |
| Refugiado — Diego Lerman | Diego Lerman — Refugiado |
| - El patrón: radiografía de un crimen — Sebastián Schindel - El Clan — Pablo Trapero - La patota — Santiago Mitre                                             | - Santiago Mitre — La patota - Sebastián Schindel — El patrón: radiografía de un crimen - Pablo Trapero — El Clan                                                             |
| Millor opera Prima | Millor Pel·lícula Documental |
| Ciencias naturales — Matías Lucchesi | La calle de los pianistas — Mariano Nante |
| - El incendio — Juan Schnitman - La calle de los pianistas — Mariano Nante - La salada — Juan Martín Hsu                                                      | - 327 cuadernos — Andrés Di Tella - Nosotros, ellos y yo — Nicolás Avruj - Zonda, folclore argentino — Carlos Saura                                                           |
| Millor Actriu | Millor Actor |
| Dolores Fonzi — La patota | Joaquín Furriel — El patrón: radiografía de un crimen |
| - María Eugenia Suárez — Abzurdah - Pilar Gamboa — El incendio - Julieta Zylberberg — Mi amiga del parque                                                     | - Guillermo Francella — El Clan - Esteban Lamothe — Abzurdah - Peter Lanzani — El Clan                                                                                        |
| Millor Actriu de Repartiment | Millor Actor de Repartiment |
| Maricel Álvarez — Mi amiga del parque | Rafael Spregelburg — Abzurdah |
| - Gloria Carrá — Abzurdah - Lili Popovich — El Clan - Malena Sánchez — Tuya                                                                                   | - Fabián Arenillas — Dos disparos - Rafael Ferro — La vida después - Diego Torres — Papeles en el viento                                                                      |
| Millor Actriu Revelació | Millor Actor Revelació |
| María Eugenia Suárez — Abzurdah | Peter Lanzani — El Clan |
| - Laura López Moyano — La patota - Malena Figó — Mi amiga del parque - Guadalupe Manent — Sin hijos                                                           | - Lautaro Murray — Choele - Cristian Salguero — La patota - Sebastián Molinaro — Refugiado                                                                                    |
| Millor Guió Original | Millor Guió Adaptat |
| Diego Lerman i María Meira — Refugiado | Nicolás Batlle, Javier Olivera i Sebastián Schindel — El patrón: radiografía de un crimen                                                                                     |
| - Martín Rejtman — Dos disparos - Pablo Trapero — El Clan - Inés Bortagaray i Ana Katz — Mi amiga del parque                                                  | - Daniela Goggi, Alejandro Montiel i Alberto Rojas Apel — Abzurdah - Mariano Llinás i Santiago Mitre — La patota - Eduardo Sacheri i Juan Taratuto — Papeles en el viento     |
| Millor Fotografia | Millor Muntatge |
| Julián Apezteguía — El Clan | Alejandro Brodersohn — Refugiado |
| - Marcelo Iaccarino — El patrón: radiografía de un crimen - Gustavo Biazzi — La patota - Julián Ledesma — Voley                                               | - Andrea Kleinman — Nosotros, ellos y yo - Pablo Barbieri — Voley - Leandro Aste, Delfina Castagnino i Joana Collier — La patota                                              |
| Millor Direcció d’Art | Millor Disseny de Vestuari |
| Sebastián Orgambide — El Clan | Julio Suárez — El Clan |
| - Graciela Fraguglia i Luis Koldo Valles — Francisco: El padre Jorge - Daniel Gimelberg — Sin hijos - Augusto Latorraca — El patrón: radiografía de un crimen | - Laura Renau — El amor y otras historias - Marcela Vilariño — Francisco: El padre Jorge - Mónica Toschi — Sin hijos - [Guillermo Gauna] - [Historias de sexo de gente común] |
| Millor So | Millor Música Original |
| Vicente D´Elía — El Clan | Iván Wyszogrod — Papeles en el viento |
| - Jorge Stavrópulos — El espejo de los otros - Federico Esquerro, Santiago Fumagalli i Edson Secco — La patota - José Luis Díaz — Voley                       | - Gustavo Pomeranec — Choele - Federico Jusid — Francisco: El padre Jorge - Diego Monk — Delirium                                                                             |
| Millor Maquillatge i Caracterització | |
| Karina Camporino — El patrón: radiografía de un crimen | |
| - Araceli Farace — El Clan - Beata Wojtowicz — Abzurdah - Alberto Moccia y Carolina Oclander — La patota                                                      | |